# Cephalophus zebra
O cabrito-zebra (Cephalophula zebra) é um pequeno antílope nativo das florestas da África Ocidental. Devido às fortes diferenças em relação às demais espécies do gênero Cephalophus, foi recentemente incluído em seu próprio gênero monotípico, Cephalophula.

## Descrição
Nomeado assim devido às 12 a 15 listras pretas que, como as da zebra, descem pelo seu dorso, o cabrito-zebra é um pequeno antílope com corpo curto e atarracado; mede de 85 a 90 cm de comprimento e pesa de 9 a 20 kg. A cor da pelagem varia do amarelo-dourado-claro ao marrom-avermelhado, com a parte inferior de cor creme-clara. Outra característica distintiva é a falta de tufos na testa, presente em quase todas as outras espécies de cefalofídeos. Tanto os machos quanto as fêmeas possuem chifres curtos e cônicos usados para defender o território; embora as fêmeas sejam geralmente maiores que os machos, estes últimos têm chifres mais longos. Os jovens apresentam coloração mais azulada que os adultos e listras mais próximas umas das outras. O nome africâner duiker, pelo qual os cefalofídeos são referidos, significa "mergulhador" ou "antílope mergulhador", e refere-se aos saltos que esses animais dão na vegetação rasteira quando perturbados.

## Distribuição e habitat
O cabrito-zebra é particularmente comum no centro-leste da Libéria, embora também viva em toda a Serra Leoa e na Costa do Marfim.
Parece que este animal depende estritamente das florestas primárias de várzea que crescem ao longo dos vales dos rios, mas também é encontrado em florestas secundárias e regiões montanhosas.

## Biologia
O cabrito-zebra vive sozinho e em pares reprodutores. Os membros do casal frequentemente esfregam as glândulas odoríferas um do outro, aparentemente para fortalecer o vínculo do casal e comunicar a disponibilidade sexual. Todos os anos nasce um único filhote, após um período de gestação de 221 e 229 dias. Os jovens desenvolvem a coloração e o tamanho dos adultos após cerca de sete a nove meses, e os machos atingem a maturidade sexual por volta dos dois anos de idade.
A dieta deste antílope diurno consiste principalmente de frutas e uma grande variedade de folhas, botões, brotos e gramíneas. Como muitas vezes não consegue alcançar os frutos que come diretamente das árvores, o pequeno cabrito-zebra aproveita aqueles que outros animais deixam cair no chão da floresta.

## Conservação
Embora outras espécies de cefalofídeos tenham se tornado vulneráveis após a caça intensiva, isso não parece representar uma ameaça significativa à sobrevivência do cabrito-zebra, provavelmente devido ao fato de que esta espécie esquiva só raramente é avistada pelos humanos. A principal ameaça à sua existência, bem como à de muitas outras espécies africanas, é a perda de habitat devido ao desmatamento. Em 1999, a população do cabrito-zebra foi estimada em 28.000 exemplares, mas desde então tem diminuído progressivamente.